# Coup de foudre à ... (série télévisée)
Coup de foudre à... est une série télévisée française créée par la société TF1 qui raconte plusieurs histoires d'amour à différents endroits de la planète. Elle commence en octobre 2016 et est toujours en production.

## Concept
Comme la série française Meurtres à..., chaque épisode peut se regarder indépendamment des autres. Les lieux ainsi que les personnages changent à chaque épisode. L'intrigue est inspirée de la rencontre et l'amour entre deux personnages principaux (habituellement un homme et une femme).

## Épisodes
1. Coup de foudre à Jaipur
2. Coup de foudre à Noël
3. Coup de foudre à Bora Bora
4. Coup de foudre sur un air de Noël
5. Coup de foudre en Andalousie
6. Coup de foudre à Saint-Pétersbourg
7. Coup de foudre à l’île Maurice
8. Coup de foudre à Bangkok

## Audiences
| Épisodes | Date                                          | Nom de l'épisode                   | Nb de téléspectateurs | Part d'audience | Classement | Ref   |
| -------- | --------------------------------------------- | ---------------------------------- | --------------------- | --------------- | ---------- | ----- |
| 1        | Mercredi 19 octobre 2016 de 20 h 55 à 23 h 10 | Coup de foudre à Jaipur            | 4 540 000             | 19,0 %          | 1er        | [ 2 ] |
| 2        | Lundi 18 décembre 2017 de 20 h 55 à 23 h 10   | Coup de foudre à Noël              | 6 130 000             | 26,8 %          | 1er        | [ 3 ] |
| 3        | Lundi 21 mai 2018 de 21 h à 23 h 15           | Coup de foudre à Bora Bora         | 5 400 000             | 24,1 %          | 1er        | [ 4 ] |
| 4        | Lundi 17 décembre 2018 de 21 h à 23 h 15      | Coup de foudre sur un air de Noël  | 4 650 000             | 20,3 %          | 1er        | [ 5 ] |
| 5        | Lundi 14 octobre 2019 de 21 h à 23 h 15       | Coup de foudre en Andalousie       | 3 770 000             | 17,5 %          | 2e         | [ 6 ] |
| 6        | Jeudi 14 novembre 2019 de 21 h à 23 h 15      | Coup de foudre à Saint-Pétersbourg | 3 220 000             | 15,5 %          | 2e         | [ 7 ] |
| 7        | Lundi 31 août 2020 de 21 h à 23 h 15          | Coup de foudre à l’île Maurice     | 3 700 000             | 17,0 %          | 2e         | [ 8 ] |
| 8        | Lundi 16 novembre 2020 de 21 h à 23 h 15      | Coup de foudre à Bangkok           | 3 260 000             | 14,5 %          | 3e         | [ 9 ] |